# Kičmeňga
Kičmeňga nebo také Kičmenga (rusky Кичменга nebo Кичменьга) je řeka ve Vologdské oblasti v Rusku. Je 208 km dlouhá. Povodí má rozlohu 2330 km².

## Průběh toku
Pramení v Kičmengských bažinách severozápadně od vesnice Kičmengskij Gorodok. Na horním a středním toku opisuje velkou neuzavřenou kružnici přes neobydlenou oblast okolo severních výběžku Severních Úvalů. Teče v širokém údolí. Tok řeky je rychlý a překonává kamenité prahy. Na horním toku je koryto značně členité. Na dolním toku vtéká do obydlené oblasti a ústí zleva do řeky Jug (povodí Severní Dviny) u vesnice Kičmengskij Gorodok.

## Vodní stav
Zdrojem vody jsou především sněhové srážky. Průměrný roční průtok vody ve vzdálenosti 20 km od ústí činí 18,8 m³/s. Zamrzá na konci října až v listopadu a rozmrzá v dubnu až na začátku května.